# Repülőkutyafélék
A repülőkutyafélék (Pteropodidae) az emlősök (Mammalia) osztályába a denevérek (Chiroptera) rendjébe és a nagy denevérek alrendjének egyetlen családja.

## Rendszerezés
A családba az alábbi alcsaládok tartoznak

### Hosszú nyelvű repülőkutya-formák
A hosszúnyelvű repülőkutya-formák (Macroglossinae) alcsaládjába öt nem és tizenkét faj tartozik
- Eonycteris (Dobson, 1873) – 2 faj, barlangi-repülőkutyák
  - Eonycteris major
  - Eonycteris spelaea

- Macroglossus (Cuvier, 1824) – 2 faj, hosszúnyelvű repülőkutyák
  - törpe hosszúnyelvű-repülőkutya (Macroglossus minimus)
  - hosszúnyelvű repülőkutya (Macroglossus sobrinus)

- Melonycteris (Dobson, 1877) – 4 faj
  - narancsszínű repülőkutya (Melonycteris aurantius)
  - feketemellű repülőkutya (Melonycteris melanops)
  - Melonycteris fardoulisi
  - tarka repülőkutya (Melonycteris woodfordi)

- Notopteris (Gray, 1859) – 1 faj
  - hosszúfarkú repülőkutya (Notopteris macdonaldi)

- Syconycteris (Matschie, 1899) – 3 faj
  - déli virágdenevér (Syconycteris australis)
  - halmaherai virágdenevér (Syconycteris carolinae)
  - mocsárerdei virágdenevér (Syconycteris hobbit)

### Repülőkutya-formák
A repülőkutya-formák (Pteropodinae) alcsaládjába 36 nem és 152 faj tartozik.

#### Rövid orrú repülőkutyák(Cynopterini)
- Cynopterus (Cuvier, 1824) – 5 faj
  - Cynopterus brachyotis
  - Cynopterus horsfieldi
  - Cynopterus nusatenggara

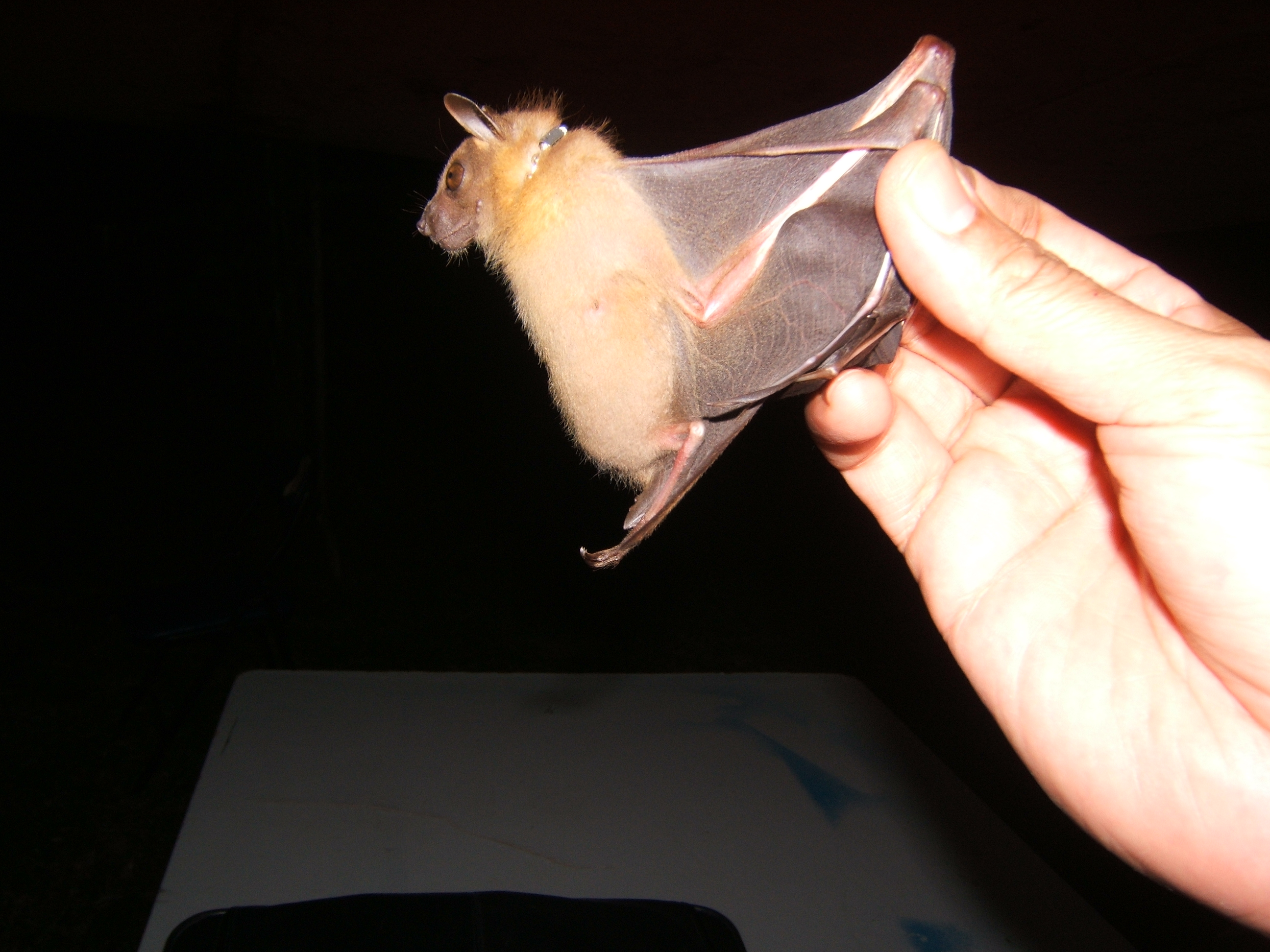
Cynopterus brachyotis

  - rövidorrú repülőkutya (Cynopterus sphinx)
  - Cynopterus titthaecheilus

- Megaerops (Peters, 1865) -4 faj, farkatlan-repülőkutyák
  - Temminck-farkatlan repülőkutya (Megaerops ecaudatus)
  - jávai farkatlan repülőkutya (Megaerops kusnotoi)
  - Ratanaworabhan-farkatlan repülőkutya (Megaerops niphanae)
  - Wetmore-farkatlan repülőkutya (Megaerops wetmorei)

- Ptenochirus (Peters, 1861) – 2 faj
  - nagy pézsmaszagú repülőkutya (Ptenochirus jagori)
  - kis pézsmaszagú repülőkutya (Ptenochirus minor)

- Dyacopterus (Andersen, 1912) – 2 faj
  - Dayak repülőkutya (Dyacopterus spadiceus)
  - Brooks-repülőkutya (Dyacopterus brooksi)

- Chironax (Andersen, 1912) – 1 faj
  - feketesapkás repülőkutya (Chironax melanocephalus)

- Thoopterus (Matschie, 1899) – 1 faj
  - rövidorrú repülőkutya (Thoopterus nigrescens)

- Sphaerias (Miller, 1906) – 1 faj
  - Blanford-repülőkutya (Sphaerias blanfordi)

- Balionycteris (Matschie, 1899) – 1 faj
  - pettyes szárnyú repülőkutya (Balionycteris maculata)

- Aethalops (Thomas, 1923) – 1 faj
  - törpe repülőkutya (Aethalops alecto)

- Penthetor (Andersen, 1912) – 1 faj
  - Penthetor lucasi

- Haplonycteris (Lawrence, 1939) – 1 faj
  - Fülöp-szigeteki törpe repülőkutya (Haplonycteris fischeri)

- Otopteropus (Kock, 1969) – 1 faj
  - luzoni törpe repülőkutya (Otopteropus cartilagonodus)

- Alionycteris (Kock, 1969) – 1 faj
  - mindanaói törpe repülőkutya (Alionycteris paucidentata)

- Latidens (Thonglongya, 1972) – 1 faj
  - Salim Ali-repülőkutya (Latidens salimalii)

#### Csöves orrú repülőkutyák(Nyctimenini)

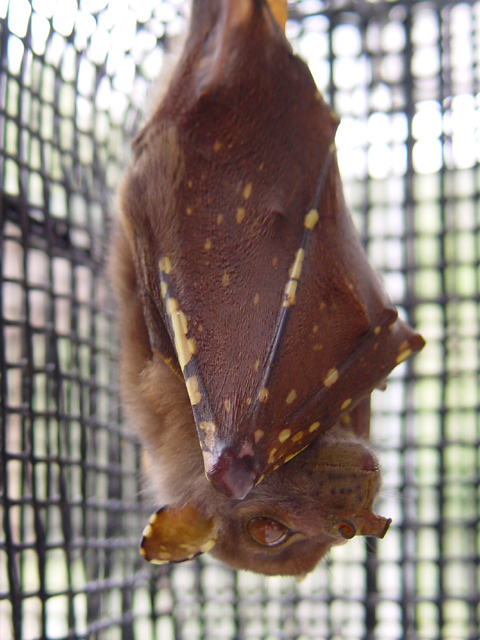
Csövesorrú repülőkutya (Nyctimene robinsoni)

- Nyctimene (Borkhausen, 1797) – 15 faj, csövesorrú repülőkutyák
  - Nyctimene aello
  - Nyctimene albiventer
  - Geelvink-öbölmenti csövesorrú-repülőkutya (Nyctimene celaeno)
  - Nyctimene cephalotes
  - Nyctimene certans
  - Nyctimene cyclotis
  - Nyctimene draconilla
  - Nyctimene major
  - Malaitai csövesorrú-repülőkutya (Nyctimene malaitensis)
  - Új-Írország-i csövesorrú-repülőkutya (Nyctimene masalai)
  - Nyctimene minutus
  - negrosi csövesorrú repülőkutya (Nyctimene rabori)
  - csövesorrú repülőkutya (Nyctimene robinsoni)
  - Santa Cruz-szigeti csövesorrú-repülőkutya (Nyctimene sanctacrucis)
  - Nyctimene vizcaccia

- Paranyctimene (Tate, 1942) – 1 faj
  - kis csövesorrú repülőkutya (Paranyctimene raptor)

#### Rousette-repülőkutyák(Rousettini)

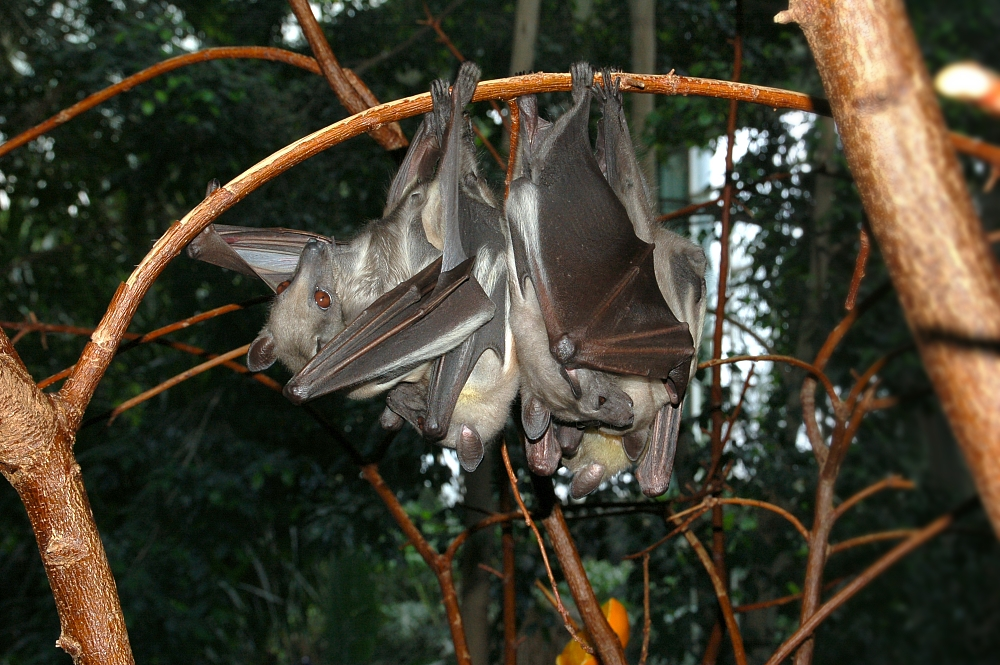
Nagy afrikai repülőkutya (Eidolon helvum)

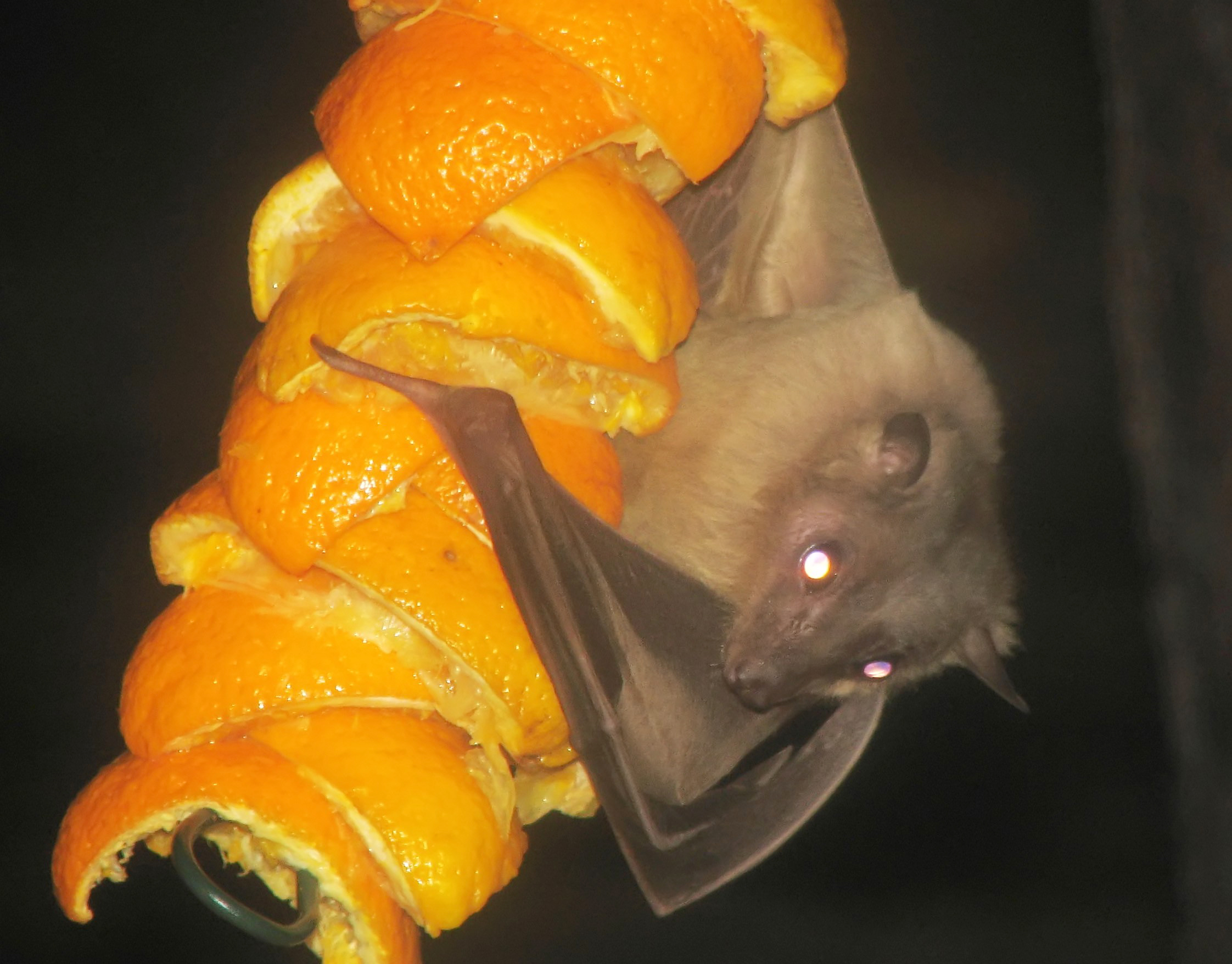
Nílusi repülőkutya (Rousettus aegyptiacus)

- Eidolon (Rafinesque, 1815) – 2 faj, pálmarepülőkutyák
  - madagaszkári pálmarepülőkutya (Eidolon dupreanum)
  - pálmarepülőkutya (Eidolon helvum)

- Rousettus (Gray, 1821) – 9 faj
  - Geoffroy-repülőkutya (Rousettus amplexicaudatus)
  - angolai repülőkutya (Rousettus angolensis)
  - celebeszi repülőkutya (Rousettus celebensis)
  - nílusi repülőkutya (Rousettus aegyptiacus)
  - hosszúszőrű repülőkutya (Rousettus lanosus)
  - Leschanault-repülőkutya (Rousettus leschenaulti)
  - madagaszkári repülőkutya (Rousettus madagascariensis)
  - Comore-szigeteki repülőkutya (Rousettus obliviosus)
  - csupaszhátú Rousette-repülőkutya (Rousettus spinalatus)

- Boneia (Jentink, 1879) – 1 faj
  - Boneia bidens

- Myonycteris (Matschie, 1899) – 3 faj
  - São Tomé-i örvös repülőkutya (Myonycteris brachycephala)
  - kelet-afrikai örvös repülőkutya (Myonycteris relicta)
  - kis örvös repülőkutya (Myonycteris torquata)

- Megaloglossus (Pagenstecher, 1885) – 1 faj
  - afrikai hosszúnyelvű repülőkutya (Megaloglossus woermanni)

#### Vállrojtos repülőkutyák(Epomophorini)
- Hypsignathus (H. Allen, 1861) – 1 faj
  - kalapácsfejű repülőkutya (Hypsignathus monstrosus)

- Epomops (Gray, 1870) – 3 faj, vállbojtos-repülőkutyák
  - Buettikofer-vállbojtosrepülőkutya (Epomops buettikoferi)
  - Dobson-vállbojtosrepülőkutya (Epomops dobsoni)
  - Franquet-vállbojtosrepülőkutya (Epomops franqueti)

- Epomophorus (Bennett, 1836) – 7 faj
  - angolai vállbojtos repülőkutya (Epomophorus angolensis)
  - Peters-vállbojtos repülőkutya (Epomophorus crypturus)
  - gambiai vállbojtos repülőkutya (Epomophorus gambianus)
  - nagy angolai vállbojtos repülőkutya (Epomophorus grandis)
  - etióp vállbojtos repülőkutya (Epomophorus labiatus)
  - kelet-afrikai vállbojtos repülőkutya (Epomophorus minimus)
  - Wahlberg vállbojtos repülőkutya (Epomophorus wahlbergi)

- Micropteropus (Matschie, 1899) – 2 faj
  - Hayman törpe vállbojtos-repülőkutya (Micropteropus intermedius)
  - Peters törpe vállbojtos-repülőkutya (Micropteropus pusillus)

- Nanonycteris (Matschie, 1899) – 1 faj
  - Veldkamp-repülőkutya (Nanonycteris veldkampi)

- Scotonycteris (Matschie, 1894) – 2 faj
  - Pohle-repülőkutya (Scotonycteris ophiodon)
  - Zenker-repülőkutya (Scotonycteris zenkeri)

- Casinycteris (Thomas, 1910) – 1 faj
  - rövidszájú repülőkutya (Casinycteris argynnis)

- Plerotes (Andersen, 1910) – 1 faj
  - D'Anchieta-repülőkutya (Plerotes anchietai)

#### Hegyes fogú repülőkutyák(Harpyionycterini)
- Harpyionycteris (Thomas, 1896) – 2 faj
  - celebeszi hegyesfogú repülőkutya (Harpyionycteris celebensis)
  - Fülöp-szigeteki hegyesfogú repülőkutya (Harpyionycteris whiteheadi)

#### Csupasz hátú repülőkutyák(Dobsoniini)
- Aproteles (Menzies, 1977) – 1 faj
  - Bulmer-repülőkutya (Aproteles bulmerae)

- Dobsonia (Palmer, 1898) – 11 faj
  - Baufort-csupaszhátú repülőkutya (Dobsonia beauforti)
  - Fülöp-szigeteki csupaszhátú repülőkutya (Dobsonia chapmani) – kihalt
  - biak szigeti csupaszhátú repülőkutya (Dobsonia emersa)
  - celebeszi csupaszhátú repülőkutya (Dobsonia exoleta)
  - salamon-szigeteki csupaszhátú repülőkutya (Dobsonia inermis)
  - kis csupaszhátú repülőkutya (Dobsonia minor)
  - csupaszhátú repülőkutya (Dobsonia moluccensis)
  - Panniet csupaszhátú repülőkutya (Dobsonia pannietensis)
  - nyugati csupaszhátú repülőkutya (Dobsonia peroni)
  - új-britanniai csupaszhátú repülőkutya (Dobsonia praedatrix)
  - zöldes csupaszhátú repülőkutya (Dobsonia viridis)

#### Valódi repülőkutyák(Pteropodini)

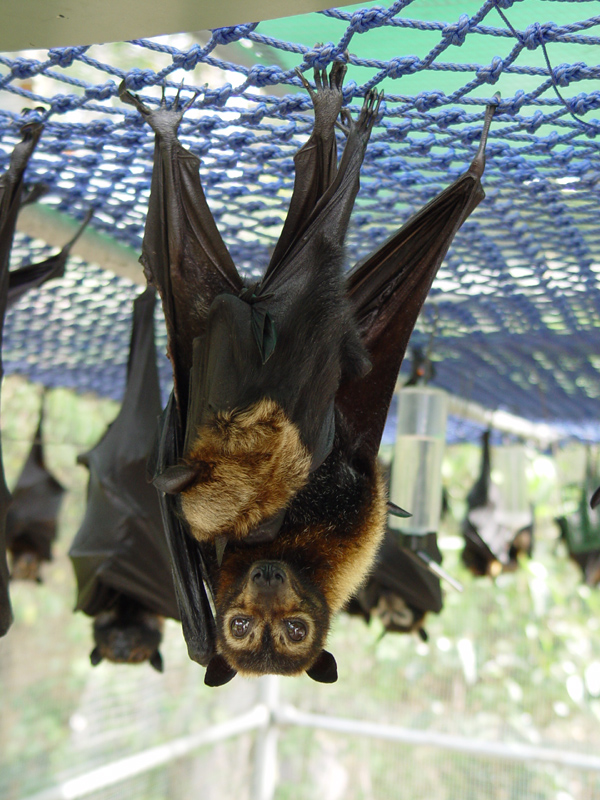
Pápaszemes repülőkutya (Pteropus conspicillatus)

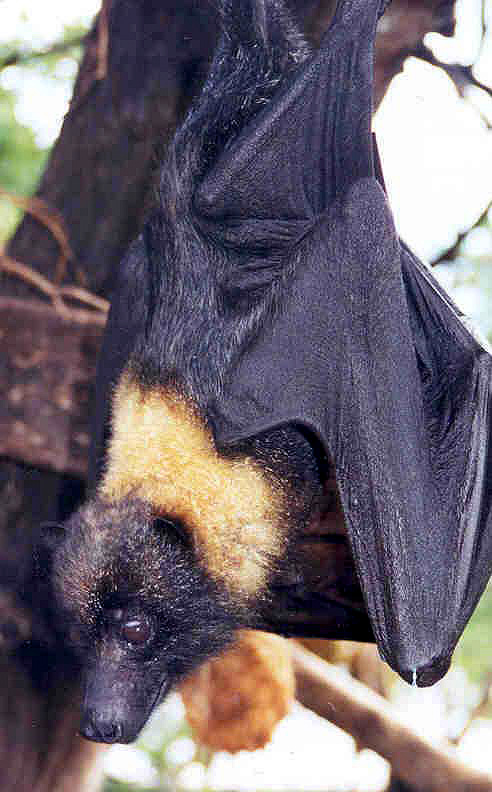
Mariana-szigeteki repülőkutya (Pteropus mariannus)

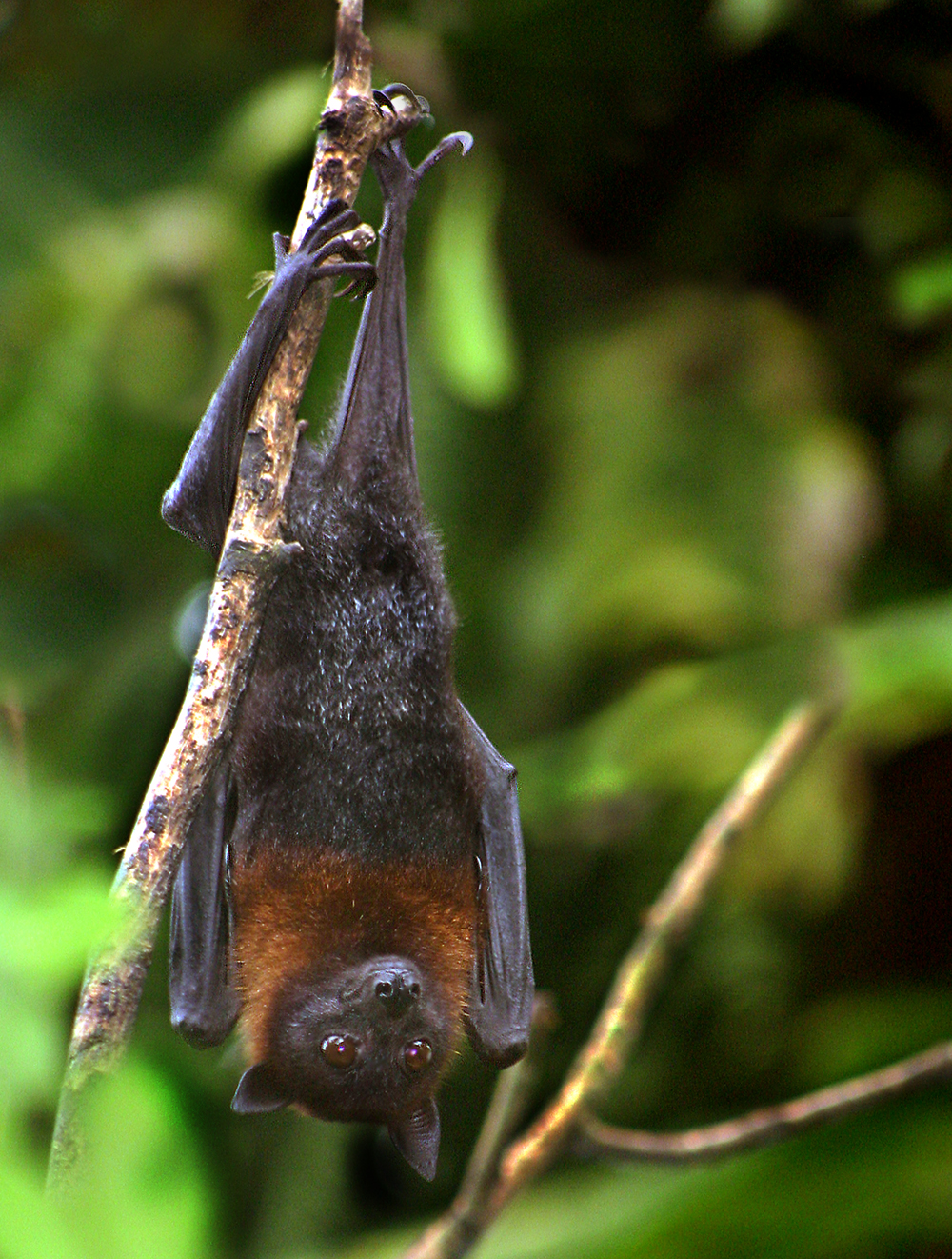
Lyle-repülőkutya (Pteropus lylei)

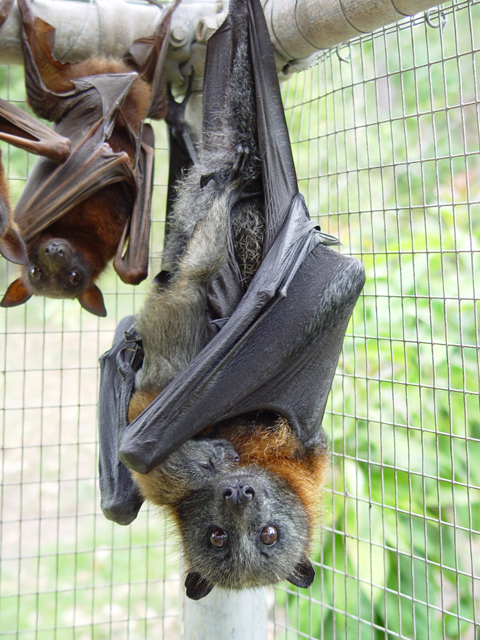
Szürkefejű repülőkutya (Pteropus poliocephalus)

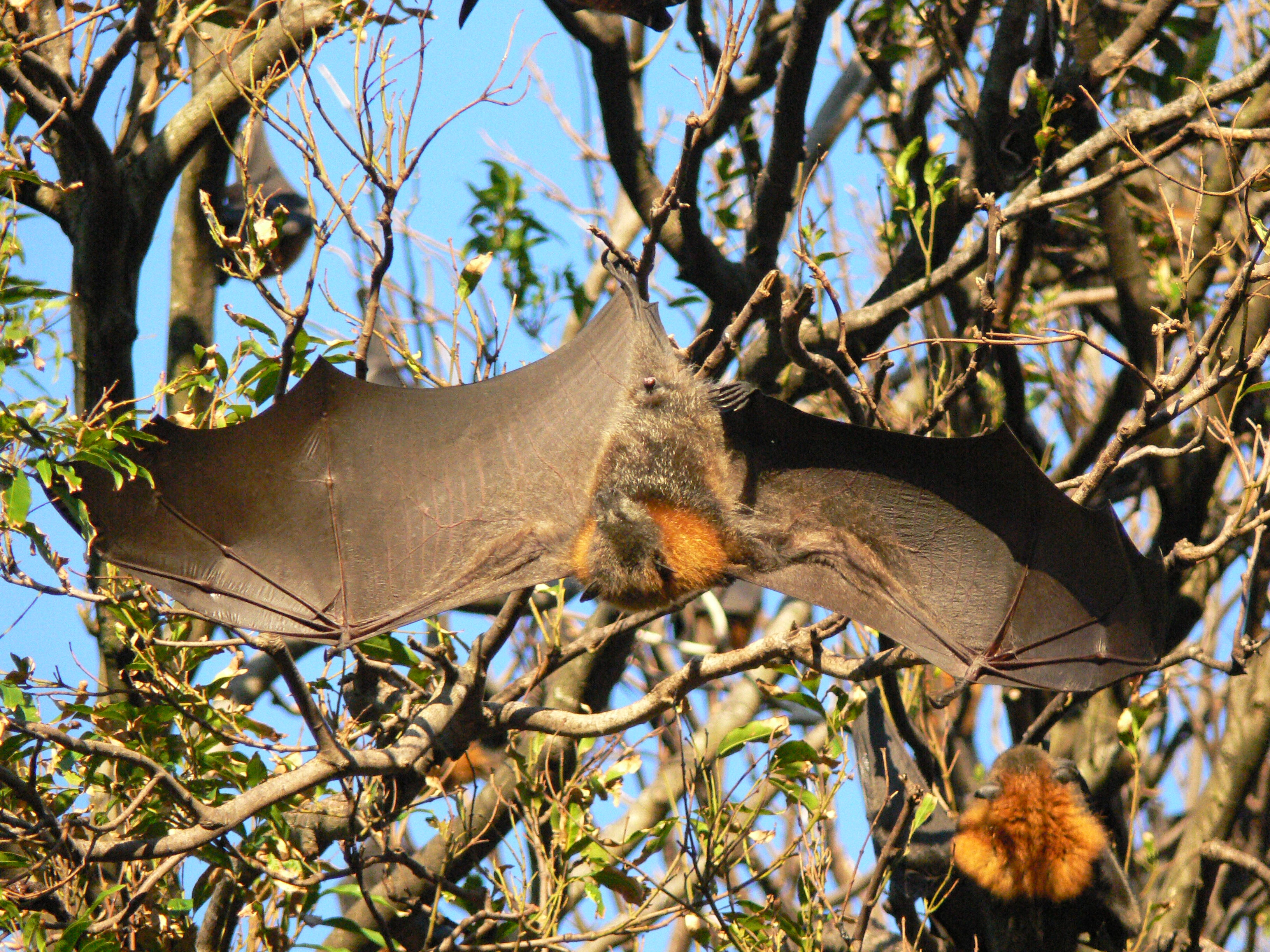
Óriás repülőkutya (Pteropus vampyrus)

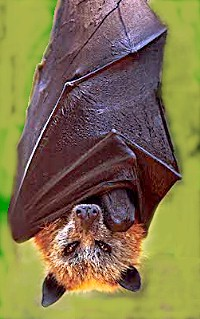
Aranykoronás repülőkutya (Acerodon jubatus)

- Pteropus (Erxleben, 1777) – 66 faj
- Pteropus alceto fajcsoport – 1 faj
  - fekete repülőkutya (Pteropus alecto)
    - torresi repülőkutya: korábban Pteropus banakrisi néven önálló fajnak vélték, mára beolvasztották a fekete repülőkutyába.

- Pteropus caniceps fajcsoport – 1 faj
  - molukku-szigeteki repülőkutya (Pteropus caniceps)

- Pteropus chrysoproctus fajcsoport – 7 faj
  - ezüstös repülőkutya (Pteropus argentatus)
  - amboinai repülőkutya (Pteropus chrysoproctus)
  - Makira repülőkutya (Pteropus cognatus)
  - Banks-repülőkutya (Pteropus fundatus)
  - Salamon-szigeteki repülőkutya (Pteropus rayneri)
  - rennell-szigeti repülőkutya (Pteropus rennelli)
  - Santa Cruz szigeti repülőkutya (Pteropus sanctacrucis)

- Pteropus conspicillatus fajcsoport – 2 faj
  - pápaszemes repülőkutya (Pteropus conspicillatus)
  - cerami repülőkutya (Pteropus ocularis)

- Pteropus livingstonii fajcsoport – 4 faj
  - Aru-szigeteki repülőkutya (Pteropus aruensis)
  - Kai-szigeteki repülőkutya (Pteropus keyensis)
  - Livingstone-repülőkutya (Pteropus livingstonii)
  - feketeszakállú repülőkutya (Pteropus melanopogon)

- Pteropus mariannus fajcsoport – 5 faj
  - okinawai repülőkutya (Pteropus loochoensis)
  - Mariana-szigeteki repülőkutya (Pteropus mariannus)
  - palaui repülőkutya (Pteropus pelewensis)
  - kosrae-szigeti repülőkutya (Pteropus ualanus)
  - Yap szigeti repülőkutya (Pteropus yapensis)

- Pteropus melanotus fajcsoport – 1 faj
  - feketefülű repülőkutya (Pteropus melanotus)

- Pteropus molossinus fajcsoport – 3 faj
  - lomboki repülőkutya (Pteropus lombocensis)
  - karolina-szigeteki repülőkutya (Pteropus molossinus)
  - rodriguez-szigeti repülőkutya (Pteropus rodricensis)

- Pteropus neohibernicus fajcsoport – 1 faj
  - Bismarck-szigeteki repülőkutya (Pteropus neohibernicus)

- Pteropus niger fajcsoport – 5 faj
  - aldabrai repülőkutya (Pteropus aldabrensis)
  - mauritiusi repülőkutya (Pteropus niger)
  - madagaszkári repülőkutya (Pteropus rufus)
  - Seychelle-szigeteki repülőkutya (Pteropus seychellensis)
  - pembai repülőkutya (Pteropus voeltzkowi)

- Pteropos personatus fajcsoport – 3 faj
  - Bismarck-szigeteki álarcos repülőkutya (Pteropus capistratus)
  - álarcos repülőkutya (Pteropus personatus)
  - Temminck-repülőkutya (Pteropus temmincki)

- Pteropus poliocephalus fajcsoport – 3 faj
  - nagyfülű repülőkutya (Pteropus macrotis)
  - Geelvink-öböl vidéki repülőkutya (Pteropus pohlei)
  - szürkefejű repülőkutya (Pteropus poliocephalus)

- Pteropus pselaphon fajcsoport – 9 faj
  - Chuuk repülőkutya (Pteropus insularis)
  - Temotu repülőkutya (Pteropus nitendiensis)
  - nagy palaui repülőkutya (Pteropus pilosus) – kihalt (1874)
  - Mortlock-szigeti repülőkutya (Pteropus phaeocephalus)
  - bonin-szigeteki repülőkutya (Pteropus pselaphon)
  - guami repülőkutya (Pteropus tokudae) – kihalt (1968)
  - tongai repülőkutya (Pteropus tonganus)
  - Vanikoro szigeti repülőkutya (Pteropus tuberculatus)
  - új-kaledón repülőkutya (Pteropus vetulus)

- Pteropus samoensis fajcsoport – 2 faj
  - vanuatui repülőkutya vagy fehér repülőkutya (Pteropus anetianus)
  - szamoai repülőkutya (Pteropus samoensis)

- Pteropus scapulatus fajcsoport – 4 faj
  - Gilliard-repülőkutya (Pteropus gilliardorum)
  - Sanborn-repülőkutya (Pteropus mahaganus)
  - kis vörös repülőkutya (Pteropus scapulatus)
  - Woodford repülőkutya (Pteropus woodfordi)

- Pteropus subniger fajcsoport – 12 faj
  - admiralitás-szigeteki repülőkutya (Pteropus admiralitatum)
  - barnás repülőkutya (Pteropus brunneus)– kihalt a 19. században
  - Rjúkjú-szigeteki repülőkutya (Pteropus dasymallus)
  - nikobár-szigeteki repülőkutya (Pteropus faunulus)
  - szürke repülőkutya (Pteropus griseus)
  - Pteropus howensis
  - változékony repülőkutya (Pteropus hypomelanus)
  - Mearns-repülőkutya (Pteropus mearnsi)
  - pompás repülőkutya (Pteropus ornatus)
  - aranymellényes repülőkutya (Pteropus pumilus)
  - Fülöp-szigeteki szürke repülőkutya (Pteropus speciosus)
  - réunioni repülőkutya (Pteropus subniger) – kihalt a 19. században

- Pteropus vampyrus fajcsoport – 4 faj
  - indiai repülőkutya (Pteropus giganteus)
  - burmai repülőkutya (Pteropus intermedius)
  - Lyle-repülőkutya (Pteropus lylei)
  - óriás repülőkutya vagy kalong (Pteropus vampyrus)

- csoportba nem sorolt – 2 faj
  - szamoai törpe repülőkutya (Pteropus allenorum) – kihalt a 19. században
  - szamoai óriás repülőkutya (Pteropus coxi) – kihalt a 19. században

- Desmalopex (Temminck, 1853) – 2 faj
  - fehérszárnyú repülőkutya (Desmalopex leucopterus)
  - törpe fehérszárnyú repülőkutya (Desmalopex microleucopterus)

- Acerodon (Jourdan, 1837) – 6 faj
  - sulawesi repülőróka (Acerodon celebensis)
  - talaud-szigeti repülőróka (Acerodon humilis)
  - aranykoronás repülőkutya (Acerodon jubatus)
  - palawani repülőkutya (Acerodon leucotis)
  - panayi óriás repülőkutya (Acerodon lucifer) – kihalt (1892)
  - szunda-szigeti óriás repülőkutya (Acerodon mackloti)

- Neopteryx (Hayman, 1946) – 1 faj
  - kisfogú repülőkutya (Neopteryx frosti)

- Pteralopex (Thomas, 1888) – 3 faj
  - Pteralopex anceps
  - Pteralopex atrata
  - Pteralopex pulchra

- Mirimiri (Hill & Beckon, 1978) – 1 faj
  - Fidzsi-szigeteki majomarcú repülőkutya (Mirimiri acrodonta)

- Styloctenium (Matschie, 1899) – 2 faj
  - Wallace-csíkosfejű repülőkutya (Styloctenium wallacei)
  - mindorói csíkosfejű repülőkutya (Styloctenium mindorensis)